# Der Griller
Der Griller ist ein deutscher Fernsehfilm aus dem Jahre 1968 von George Moorse. Die Titelrolle spielt Rolf Zacher.

## Handlung
München, zur Zeit der sich anbahnenden 1968er-Jugend- und Studentenrevolte. Franz Kaffer arbeitet in einer Grill-Stube am Hauptbahnhof für ein eher mageres Einkommen, das in höchst unerfreulichem Kontrast zu seinen umfangreichen Lebenswünschen und -träumen im Allgemeinen und seiner (von ihm als astronomisch empfundenen) Wohnungsmiete im Speziellen steht. Franz, ein Bruder im Geiste von Werner Enkes Martin in Zur Sache, Schätzchen, will ein bequemes, bindungsfreies Leben ohne viel Anstrengungen, dafür aber mit reichlich Frauen und dolce far niente (ital.: süßes Nichtstun). Er will sich nicht länger für ein paar Mark, wie er behauptet, jeden Tag dumm und dämlich schuften, verfolgt aber, anders als die APO-Genossen seiner Generation, mit seiner Ablehnung geregelter Arbeit und seinem hinhaltenden Widerstand gegenüber allzu bourgeoisen Lebensabläufen keinerlei ideologische Ziele. Als er für einen Kumpel einen gut bezahlten Kurierjob übernehmen soll, schlägt er sofort zu, ahnt aber nicht, dass diese Arbeit mit einem Risiko verbunden ist, die ihm Ärger mit der Kripo bringen wird. Auch in Sachen Liebe, zumal freier, ungebundener Liebe, besitzt Franz einen höchst pragmatischen Denk- und Lebensansatz. Mit Gisela geht er in seiner spärlich eingerichteten Ein-Zimmer-Wohnung regelmäßig ins Bett, ihn stört es jedoch nicht weiter, dass die junge Frau mit jemand Anderem verheiratet ist. Freddy, ihr Mann, weiß von Giselas Verhältnis zu Franz, das in der Zeit entstand, als er für ein paar Jahre beruflich ins Ausland musste.
Fast ist Franz diese Konstellation, die von Gefühlen der Liebe vollkommen befreit ist, sogar ganz recht, denn sie bedeutet für ihn Ungebundenheit und Ungezwungenheit: Sex und Spaß ohne Verpflichtungen und anschließenden Katzenjammer. Auch Gisela erwartet nicht mehr, sie hat nicht vor, Freddy zu verlassen. Da Franz seine Unabhängigkeit liebt und sich auf nichts festlegen mag ist er wenig erbaut, als ihn Jutta anruft. Sie ist aus Hamburg angereist und will ihn spontan in München besuchen. Er hatte sie nach einem Konzert in Hamburg kennengelernt und eine Nacht mit ihr verbracht, ohne dass dies für ihn mehr als nur ein beliebiger One-Night-Stand bedeutet hätte. Ihr Kommen, so befürchtet Franz, könnte bedeuten, dass sie nun mehr von ihm will. Doch Jutta ist fast ein wenig wie er, nonkonformistisch und zugleich von bourgeoisem Pragmatismus geprägt. Sex ist für sie wie für Franz etwas grundentspanntes, befreit von allem Geheimnisvollen und mythisch Überhöhten. Und so ist denn auch die Sprache der beiden zu derlei „delikaten“ Themen dementsprechend leger und von schlichtem Optimismus. Und dennoch wird, bei aller allgegenwärtigen Lebensfreude der Protagonisten, schlussendlich klar, dass sich Franz’ Traum von einem bequemen, angenehmen Leben des laisser faire (frz.: laufenlassen) und laisser aller (frz.: sich gehen lassen) auf lange Sicht nicht durchhalten lässt, da diese Absicht an den realen, in der bundesrepublikanischen Gesellschaft existierenden Umständen scheitern muss.

## Produktionsnotizen
Der Griller entstand 1967 in München-Schwabing und war eine im Auftrag des Bayerischen Rundfunks und des Hessischen Rundfunks hergestellte ARD-Produktion. Die Erstausstrahlung erfolgte am 18. Februar 1968 im dritten Programm des BR. Am 25. Mai 1968 wurde Der Griller auf den Hofer Filmtagen auch einem Kinopublikum vorgestellt.

## Kritiken
„Eher ein Grabgesang ist … der Fernsehfilm "Der Griller": Moorse zeigt das "armselige Fußvolk der Jet-Generation". Mit starrer Kamera dokumentiert er den Alltag eines Hähnchenbraters ("580 Mark habe ich brutto, 230 zahle ich Kaltmiete") und kleptomanischer Stenotypistinnen. Doch auch das Sozialdrama ist mit unrealistischen Gags geputzt: Ein alternder Mediziner sucht ein Mädchen durch Lesungen aus dem Tibetanischen Totenbuch zu verführen.“

„Schon in seinem Film „Der Griller“ hat George Moorse versucht, Szenen aus dem Leben der jungen Leute zu stellen, die nicht mehr mitspielen. Der Hähnchenbrater Franz Kaffer ging widerwillig einem tristen Job nach, hatte in seinem Zimmer nichts weiter als eine Matratze und eine Stereoanlage und schluckte Pillen, um etwas von seinen Nächten zu haben. Es tauchten zwei Mädchen in Franz Kaffers Bude auf, dann ein Typ, der Franz Kaffer die Pillen besorgte, schließlich ein schrulliger Kriminalbeamter, der wissen wollte, wie Franz Kaffer an die Pillen kam. Den Kriminalbeamten erwischte es am Ende. Der Film warb um Verständnis für Franz Kaffer, die Mädchen, den Typ und den Kriminalbeamten. Das ging schief. Es geht meistens schief, wenn sich Filmemacher Hähnchenbrater erfinden, um die Hähnchenbrater zu verteidigen. Falschen Vorstellungen ist durch ihre bloße Reproduktion nicht beizukommen.“

Im Lexikon des Internationalen Films heißt es: „Ein ebenso pointiert-witziger wie schnoddrig-beiläufiger Bilderbogen, mit dem George Moorse das Lebensgefühl der späten 60er Jahre einzufangen versucht; eher impressionistisch als analytisch, eher oberflächlich unterhaltsam als tiefschürfend.“
Überwiegend positiv urteilt der Evangelische Film-Beobachter: „Ein nicht in allem überzeugender Film, der vielleicht auch unmoralisch zu nennen wäre. Ihn nicht zur Kenntnis zu nehmen hieße aber, die Augen vor unserer heutigen Welt zu verschließen, denn diese Jugend gibt es nicht nur bei uns. Deshalb ein diskussionswürdiger Film.“